# Histoire des chrétiens à Kairouan
L'histoire des chrétiens à Kairouan commence bien avant la fondation de la ville de Kairouan par le général omeyyade Oqba Ibn Nafi al-Fihri en 670, et s'achève en 1270, avec leur expulsion par les Almohades.
Bien que Kairouan était considérée comme une ville sainte de l'Islam, elle a connu la présence d'une communauté chrétienne florissante.
Plusieurs sources relatent la présence d'une communauté chrétienne à Kairouan, dont une épitaphe latine conservée au musée national d'art islamique de Raqqada et relative à un chrétien qui a été inhumé à Kairouan. L'épitaphe est datée à la fois de l'ère chrétienne et de l'ère islamique et montre la coexistence des deux usages, chrétien et musulman, pour la datation.
Un autre signe de l'intégration et de la coexistence des chrétiens avec les musulmans de Kairouan est le fait que les chrétiens pouvaient avoir, outre leur nom de baptême, des noms arabes tel qu'il fut le cas de Bakr al-Wahid, un cavalier réputé, ou Ibn Wardah, un riche marchand de Kairouan.
La présence chrétienne à Kairouan s'achève en 1270, avec leur expulsion par les Almohades. À partir de cette date et jusqu'à la conquête de la Tunisie par la France, il est interdit aux Juifs et aux chrétiens de passer la nuit à Kairouan ou Hammamet, et un permis spécial délivré par le gouverneur est nécessaire pour y entrer durant la journée.
Néanmoins, avec la conquête française, la ville se voit dotée d'une église catholique en 1883 : l'église de l'Immaculée-Conception de Kairouan. Celle-ci est confisquée par le gouvernement tunisien en 1959 et détruite dans les années 1970.